# Uchgyun
Uchgyun är en ort i Azerbajdzjan.   Den ligger i distriktet Quba Rayonu, i den nordöstra delen av landet, 160 km nordväst om huvudstaden Baku. Uchgyun ligger 896 meter över havet och antalet invånare är 886.
Terrängen runt Uchgyun är kuperad. Närmaste större samhälle är Quba, 12,2 km öster om Uchgyun. 
Omgivningarna runt Uchgyun är en mosaik av jordbruksmark och naturlig växtlighet. Runt Uchgyun är det ganska glesbefolkat, med 48 invånare per kvadratkilometer.